# 福島県道197号東福島停車場線
福島県道197号東福島停車場線（ふくしまけんどう197ごう ひがしふくしまていしゃじょうせん）は、福島県福島市内にある一般県道である。

## 概要
- 起点：福島市宮代字段ノ腰（JR東北本線東福島駅前）
- 終点：福島市瀬上町字本町
- 総延長：1.117 km[1]
  - 実延長：総延長に同じ
- 路線認定年月日：1994年4月1日[2]

1959年8月31日に国鉄瀬上駅と国道4号（現在の福島県道353号国見福島線）を結ぶ一般県道瀬ノ上停車場線として認定された路線である。1978年6月1日に駅名の改称がされた後、しばらくして新たに路線認定がなされた。

### 道路施設
蛭川橋
- 全長：4.2m
- 幅員：7.4m
- 竣工：1955年[3]

宮代字田尻、字天神前から字宝田前に至り、一級水系阿武隈川水系蛭川を渡る。

## 通過市町村
- 福島県
  - 福島市

## 接続路線
- 福島県道353号国見福島線（瀬上町字本町 終点）

## 沿線
- JR東福島駅
- 福島学院大学宮代キャンパス
- 福島県教育センター